# Bình Giang, Thăng Bình
Bình Giang là một xã thuộc huyện Thăng Bình, tỉnh Quảng Nam, Việt Nam.

## Địa Lý
-Phía Đông giáp Xã Bình Dương.
-Phía Tây giáp Thị Trấn Hương An
-Phía Nam giáp Xã Bình Đào
-Phía Tây giáp Huyện Duy Xuyên
Xã Bình Giang có diện tích 17,13 km², dân số năm 2019 là 8.237 người, mật độ dân số đạt 481 người/km².

## Di Tích Lịch Sử
Ở Bình Giang có một ơi được gọi là ĐỊA CHỈ ĐỎ.
1. ↑  Tổng cục Thống kê